# Pac Div

## Storia del gruppo
I Pacific Division, meglio conosciuti come Pac Div, costituiscono un trio rap della California del Sud, composto dai due fratelli Like e Mibbs, dall'amico di vecchia data BeYoung, più il produttore interno Swiff D. I Pac Div cominciano a rappare dai tempi della scuola superiore, costituendo una formazione di undici componenti, finché, nel 2005, la riducono a tre, vista la non facile gestione di un così vasto gruppo.

## Carriera
Il primo mixtape dei Pac Div, Sealed for Freshness: The Blend Tape, insieme al loro primo video, “F.A.T. Boys”, esce nel 2006 e viene accolto favorevolmente. Incentrata sulla loro vita di normali ragazzi della California del Sud, la loro musica trova il favore dei giovani di ogni estrazione sociale. Dagli hipster agli amanti dell'hip hop, tutti trovano qualcosa di familiare nel loro “sound”. Il generale favore di cui godono diviene il catalizzatore del loro successo e gli fa guadagnare grandi spazi su diverse riviste come Billboard, Rolling Stone, The Source, VIBE e XXL. Ricevono pure il favore di assi dell'hip hop come Ludacris, Questlove, Pharrell Williams, Talib Kweli, 9th Wonder e altri. Il loro continuo successo attira l'attenzione internazionale allorché aprono per grandi nomi come quelli di Nas, Q-Tip, Busta Rhymes, Ice-T, Ludacris e N.E.R.D.
Alcuni anni dopo l'uscita di Sealed for Freshness: The Blend Tape, il gruppo pubblica altri due mixtape, Church League Champions e Don't mention It. In Church League Champions troviamo l'ormai classico “Mayor”, mentre Don't mention It contiene il pezzo favorito dai fan “Don't Forget The Swishers” in cui appare il rapper Chip tha Ripper. Nella primavera del 2011 il trio fa squadra con Grand Hustle Management e pubblica il suo quarto mixtape Mania! ospitato dal DJ Don Cannon in cui appare il singolo di successo “Anti-freeze”. Con oltre un milione di download, Mania! è, ad oggi, il loro mixtape di maggior successo.
Nel 2011 i Pac Div lasciano Motown Universal e fanno uscire il loro album di debutto, The Div da indipendenti attraverso la loro etichetta “Div” e con RBC Records. Con featuring di vecchi amici come Blu Collar, Asher Roth, Casey Veggies e Skeme, l'album ottiene un immenso successo. In aggiunta i Pac Div appaiono nella loro prima pubblicità televisiva per la Phiten Athletics in cui eseguono il loro brano “Flexin” e in cui figurano star NBA come Carmelo Anthony, Chris Bosh, Eric Gordon e Derrick Williams.YouTube Il gruppo chiude quell'anno con il tour di Mac Miller “BlueSlide Park Tour”. Come il 2012 volge al termine, è il turno del secondo album dei Pac Div, G.M.B., che esce il 27 novembre, con featuring di Mac Miller e di Kendrick Lamar e produzione di Scoop De Ville, Swiff D, DJ Dahi e dello stesso Like. Il gruppo chiude l'anno in tour con Snoop Dogg in attesa del tour di primavera 2013 con Johnny Polygon.

## Discografia

### Album in studio
- 2001 - The DiV
- 2012 - GMB
- 2018 - First Baptist

### Ep
- 2009 - Pac Div EP

### Mixtape
- 2006 - Sealed for Freshness: The Blend Tape (2006)
- 2009 - Church League Champions (2009)
- 2010 - Don't Mention It (2010)
- 2011 - Mania!